# 伊地健治
伊地 健治（いち けんじ、1969年6月20日 - ）は、静岡朝日テレビ（SATV）のアナウンサー。総合編成局アナウンス部。以前は、編成業務局アナウンス部→編成部→東京支社編成業務部→報道制作局→総合編成局アナウンス部。
東京都出身。趣味はマラソン、トレイルラン、狩猟、射撃、ロードバイク。明治学院大学在学中に1993年ミスター明学を受賞。
1994年にSATVに入社、同期は原田裕見子。後述の通り、主に情報番組を担当。2011年1月にアナウンス部から編成部へ異動、番組広報を担当。東京支社編成業務部（2013年〜2015年）を経て報道制作センター。2020年4月からアナウンス部長。2022年3月からエグゼクティブアナウンサー。

## 現在の担当番組
- とびっきり!しずおか - 情報局担当、ご意見ナビゲーター（一時期人事異動で降板）
  - とびっきり!しずおか 土曜版
- SATVニュース

## 過去の担当番組
- おはようしずおか
- エンジョイDIY - 司会